# Nemesis (musikalbum av Stratovarius)
Nemesis är det finska power metal-bandet Stratovarius fjortonde studioalbum, utgivet i februari 2013 på earMUSIC samt i Japan på Victor i maj samma år. Albumet föregicks av EP:n Unbreakable, som släpptes i januari. I september 2018 släpptes låten "Unbreakable" i nyversion.
Fem musikvideor släpptes: "Abandon", "Unbreakable", "Halcyon Days", "Dragons" och "If the Story Is Over".
Elysium nådde plats 3 på den finska topplistan och 44 i Sverige och plats 41 på den tyska.
Albumet var bandets förste med Rolf Pilve, som ersatte mångårige trummisen Jörg Michael.

## Låtlista
1. "Abandon" – 4:52
2. "Unbreakable" – 4:37
3. "Stand My Ground" – 4:14
4. "Halcyon Days" – 5:30
5. "Fantasy" – 4:19
6. "Out of the Fog" – 6:58
7. "Castles in the Air" – 6:02
8. "Dragons" – 4:04
9. "One Must Fall" – 4:28
10. "If the Story Is Over" – 6:06
11. "Nemesis" – 6:33

Bonusspår på den japanska utgåvan
1. "Kill It With Fire" – 4:52
2. "Fireborn" (enbart på digipakversionen) – 4:45
3. "Hunter" (enbart på digipakversionen) – 3:31

## Medverkande
Musiker
- Timo Kotipelto – sång
- Matias Kupiainen – gitarr
- Lauri Porra – basgitarr
- Jens Johansson – keyboard
- Rolf Pilve – trummor

Bidragande musiker
- Jani Liimatainen – akustisk gitarr
- Joakim Jokela – vissling

Bakgrundssång
- Hepa Waara
- Jani Liimatainen
- Tipe Johnson
- Susanna Koski
- Ari Sievälä
- Anna-Maria Parkkinen
- Anna-Maija Jalkanen
- Alexa Leroux
- James Lascelles
- Dane Stefaniuk
- Koop Arponen

Produktion
- Matias Kupiainen – producent, inspelningstekniker, mixning
- Mika Jussila – mastering
- Jani Liimatainen – låtskrivande
- Gyula Havancsák – omslagskonst
- Sander Nebeling – layout
- Lasse Arkela – foto
- Nauska – foto